# Илькино (Меленковский район)
Илькино — село Меленковского района Владимирской области России, центр Илькинского сельского поселения.

## География
Расположено в 10 км на юг от Меленок.На правом берегу р. Унжа.

## История
Деревня Илькина указана на картах начала XIX века. До 1870 года принадлежала к приходу села Кудрино. В 1870 году в Илькино была открыта деревянная церковь с приделами во имя Живоначальной Троицы и Богоявления Господня.
Названо в честь основателя села — Ильи, который и построил здесь первый деревянный дом, сделанный без единого гвоздя (кстати, этот дом до сих пор находится в музее города Суздаль).
До революции крупное село Лехтовской волости Меленковского уезда. В 1859 году в деревне числилось 76 дворов, в 1905 году — 221 дворов, в 1926 году — 296 хозяйств.
В годы Советской власти центр Илькинского сельсовета, центральная усадьба совхоза «Илькино».

## Население
| 1859 | 1897  | 1905  | 1926  | 2002  | 2010  | 2021  |
| ---- | ----- | ----- | ----- | ----- | ----- | ----- |
| 728  | ↗1285 | ↗1411 | ↗1708 | ↘1026 | ↘1023 | ↗1162 |

## Экономика
- ООО "Заря" (сельхозпредприятие)
- СПК племзавод "Илькино" (молоко, мясо, зерно, корма, овощи, яйца, мясо кур)

## Инфраструктура
В селе имеются Илькинская средняя общеобразовательная школа (открыта в 1998 году), детский сад, мед.пункт, дом культуры, кафе-мотель, отделение почтовой связи.